# ألين باشيتش
ألين باشيتش مواليد 20 سبتمبر 1980 في جمهورية يوغوسلافيا الاشتراكية الاتحادية، هو لاعب كرة قدم بوسني يلعب مع نادي أولمبيك سراييفو كمدافع.

## المسيرة الاحترافية

### أندية لعب لها
- نادي ساراييفو
- دينامو دريسدن
- كيكرز أوفنباخ
- نادي ملوان
- نادي بوراتس بانيا لوكا
- نادي أولمبيك سراييفو

## روابط خارجية
- ألين باشيتش على موقع قاعدة بيانات كرة القدم.إي يو (الإنجليزية)
- ألين باشيتش على موقع بيانات كرة القدم. دي إي (الألمانية)